# Wendelin Weißheimer

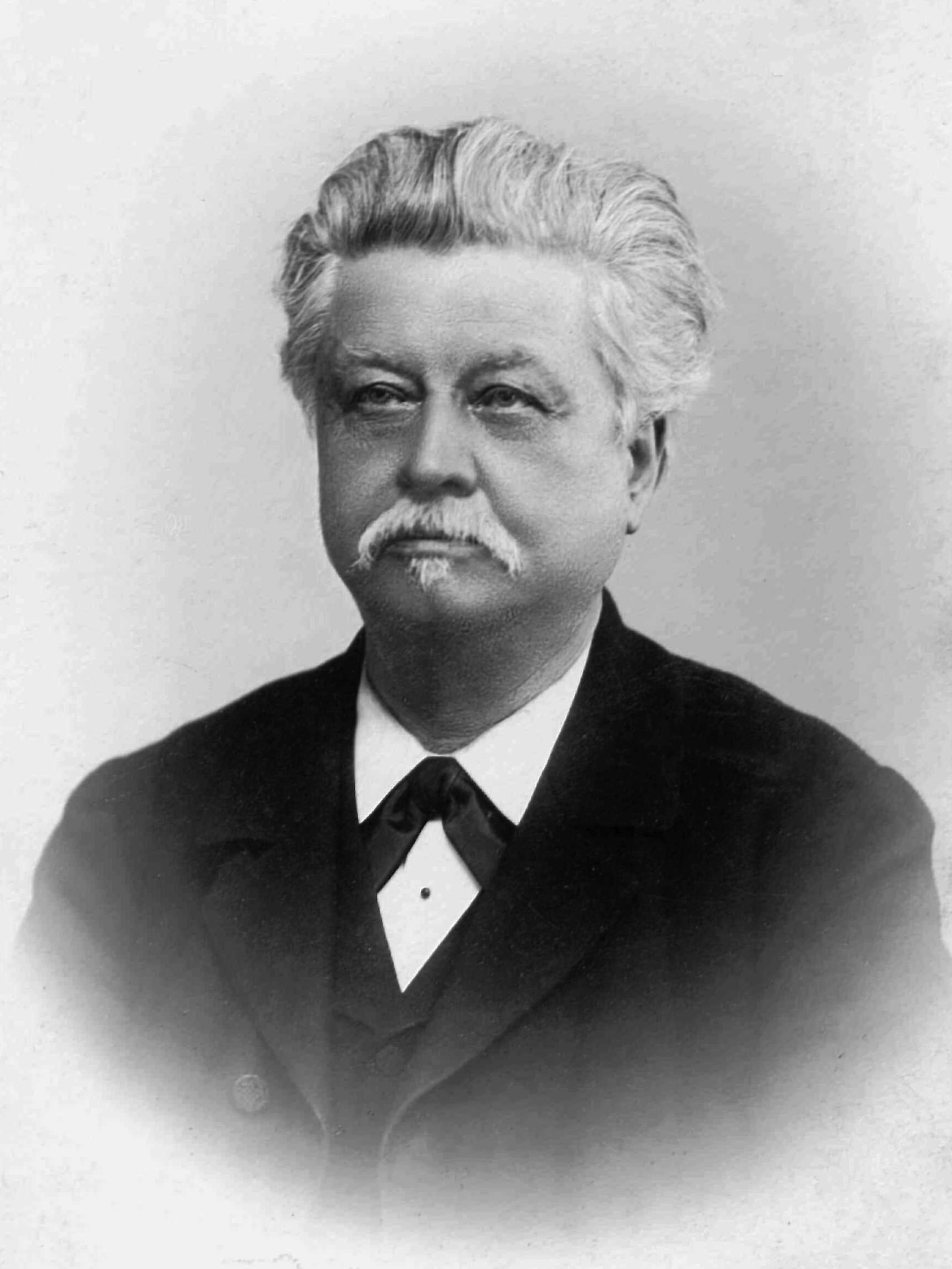
Wendelin Weißheimer

Wendelin Weißheimer (* 26. Februar 1838 in Osthofen; † 10. Juni 1910 in Nürnberg) war ein deutscher Komponist, Kapellmeister und Musikschriftsteller.

## Leben

### Herkunft, Familie und Kindheit

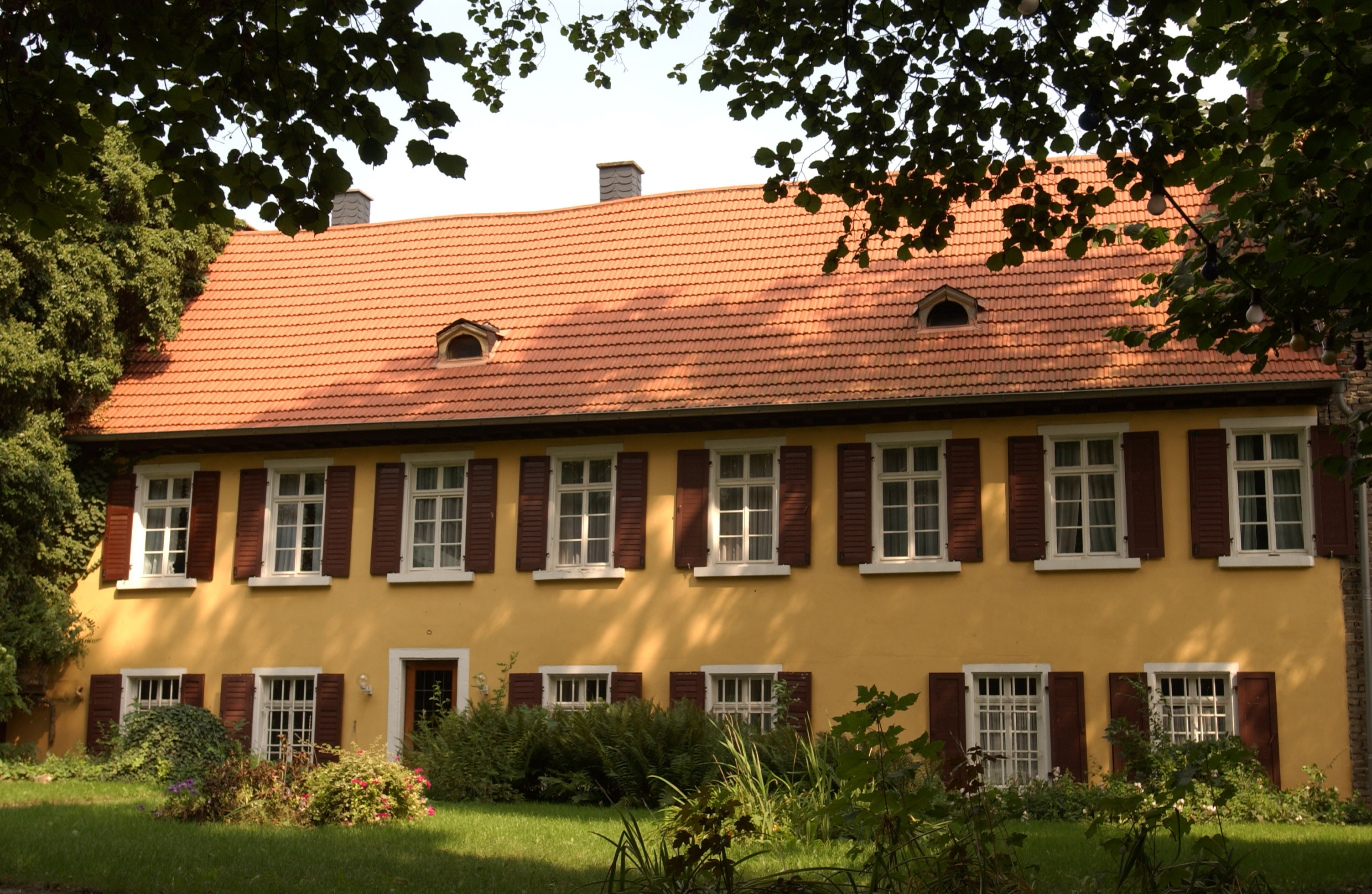
Weingut Steinmühle, hier wurde Wendelin Weißheimer 1838 geboren.

Das Geschlecht Weißheimer war nachweislich schon im 14. Jahrhundert in Westhofen ansässig. Wendelin Weißheimers Großvater, Johann Weißheimer I., bekam Ende des 18. Jahrhunderts das mütterliche Erbe in Osthofen: die Steinmühle. Der Gutskomplex, auf dem Weinbau, Ackerbau, Viehzucht und die Mühle betrieben wurden, zählte im 19. Jahrhundert zu den bedeutendsten im damaligen Großherzogtum Hessen-Darmstadt und ist noch heute im Besitz der Familie Wendelin Weißheimers.
Im Weingut Steinmühle zu Osthofen kam Wendelin Weißheimer am 26. Februar 1838 als achtes und jüngstes Kind von Johann Weißheimer II. und Ottilie, geb. Best, zur Welt. Seine Eltern waren vermögend, sein Vater ein hochangesehener und vielseitig begabter Mann mit einem ausgeprägten Sinn für Geschichte und Politik. Er war mehrere Jahre Bürgermeister von Osthofen sowie Mitglied der I. Hessischen Ständekammer, weshalb Wendelin bereits im Jugendalter Männer der 1848er Märzrevolution in der Steinmühle kennenlernte. Trotz der starken Inanspruchnahme als Gutsherr und Politiker fand Wendelin Weißheimers Vater noch die Zeit, sich mit familien- und heimatgeschichtlichen Studien zu befassen, deren Ergebnisse er in handschriftlichen Tagebüchern und seiner mehrbändigen Chronik von Osthofen der Nachwelt überliefert hat. Seiner Vielseitigkeit und Aufgeschlossenheit ist es auch zu verdanken, dass er seinem Sohn Wendelin das Studium der Musik gestattete, obwohl dies seinem eigentlichen Plan, Wendelin zum Erben des Guts zu machen, zuwiderlief.

### Der Weg zur Musik

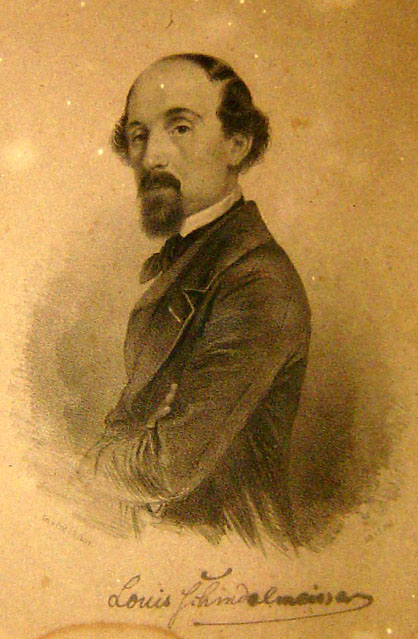
Louis Schindelmeisser

Weißheimers Weg zur Musik unterscheidet sich von dem manch anderer Komponisten. Er stammte nicht aus einer Musikerfamilie. Eigentlich war er von seinem Vater bereits als Nachfolger für die Steinmühle auserkoren und besuchte zu diesem Zweck ab seinem 13. Lebensjahr die Realschule in Darmstadt, um danach eine kaufmännische Lehre anzustreben. In Darmstadt hatte er Gelegenheit, durch seinen Klavierlehrer Wiese, ein Mitglied des Theaterorchesters, die Hauptprobe zur Tannhäuseraufführung zu hören, nachdem er schon vorher Teile der Musik beim Besuch eines Militärkonzertes kennengelernt hatte. Weißheimer schreibt selbst, diese Erlebnisse hätten eine große Umwandlung in ihm hervorgerufen. In seinem Buch Erlebnisse mit Richard Wagner, Franz Liszt und vielen anderen Zeitgenossen heißt es: „Die geahnte neue Welt war mir in der Tat aufgegangen!“ Nachdem Wendelin Weißheimer bald danach in Darmstadt den Lohengrin und in Frankfurt den Fliegenden Holländer erlebt hatte, befand er sich in einem völligen Wagnerdelirium. In seinem letzten Schuljahr hatte er Gelegenheit, von Theater-Kapellmeister Louis Schindelmeisser in die Musiktheorie eingeführt zu werden, die ihn derart fesselte, dass er bald zu komponieren begann.
Schindelmeisser war es also, der das musikalische Talent Wendelins zuerst erkannte und ihn veranlasste, Musiker zu werden. Zunächst galt es jedoch, den Vater Wendelins, Johann Weißheimer II., von diesem Vorhaben zu überzeugen.
Zu diesem Zweck kam Schindelmeisser am 16. März 1856 in die Steinmühle nach Osthofen. Schließlich ließ sich der Vater schweren Herzens überzeugen und gestattete Wendelins weitere musikalische Ausbildung in Leipzig. Nachdem alles so glücklich verlaufen war, machte Schindelmeisser dem jungen Weißheimer bei seinem Abschied eine ganz besondere Freude: Er widmete ihm sein Bild und schenkte ihm einen seiner vielen Originalbriefe Richard Wagners.

### Musikstudium
Vom Mai 1856 ab besuchte Wendelin Weißheimer das Konservatorium Leipzig. Dort, wie in Weimar, herrschte schon ehedem ein hochmusikalisches Leben und Treiben. Aber während Leipzig konservativ war und von der neuen Musik eines Liszt oder Wagner nichts wissen wollte, konzentrierte sich in Weimar die in der Musik nach neuen Ausdrucksformen und neuem Inhalt suchende revolutionäre Jugend, welche der Neudeutschen Schule um Franz Liszt anhing.
Nach Beendigung seiner Musikstudien in Leipzig war Wendelin Weißheimer von Schindelmeisser die Stelle des zweiten Kapellmeisters beim Stadttheater in Mainz vermittelt worden. Vor Antritt der als Einführung in die Praxis gedachten Tätigkeit reiste Weißheimer mit einem Empfehlungsschreiben Schindelmeissers nach Zürich, um den dort im Exil lebenden Richard Wagner aufzusuchen. Wagner arbeitete damals an seinem Musikdrama Tristan und Isolde und ließ sich in der Regel bei Besuchern verleugnen. Auch Wendelin Weißheimer war zuerst abgewiesen worden, verlebte aber dann am 17. Juli 1858 bei dem Meister einen denkwürdigen Nachmittag. Von seinem Abschied schreibt Weißheimer: „Das bleiche, ausdrucksvolle Gesicht des damals Fünfundvierzigjährigen begleitete mich in die Stadt und auf allen Wegen.“

### Kapellmeister in Mainz
Am 17. August 1858 trat Wendelin Weißheimer, gerade einmal 20 Jahre alt, seine Stelle als Kapellmeister in Mainz an und verkehrte u. a. im gastlichen Haus des Verlegers Franz Schott und dessen liebenswürdiger, hochmusikalischer Frau Betty. Nach der Aufführung von Wagners Faust-Ouvertüre lernte Weißheimer seinen rheinhessischen Landsmann, den Dichterkomponisten Peter Cornelius kennen, mit welchem er sein Leben lang in treuer Freundschaft verbunden war.

### Bei Franz Liszt in Weimar

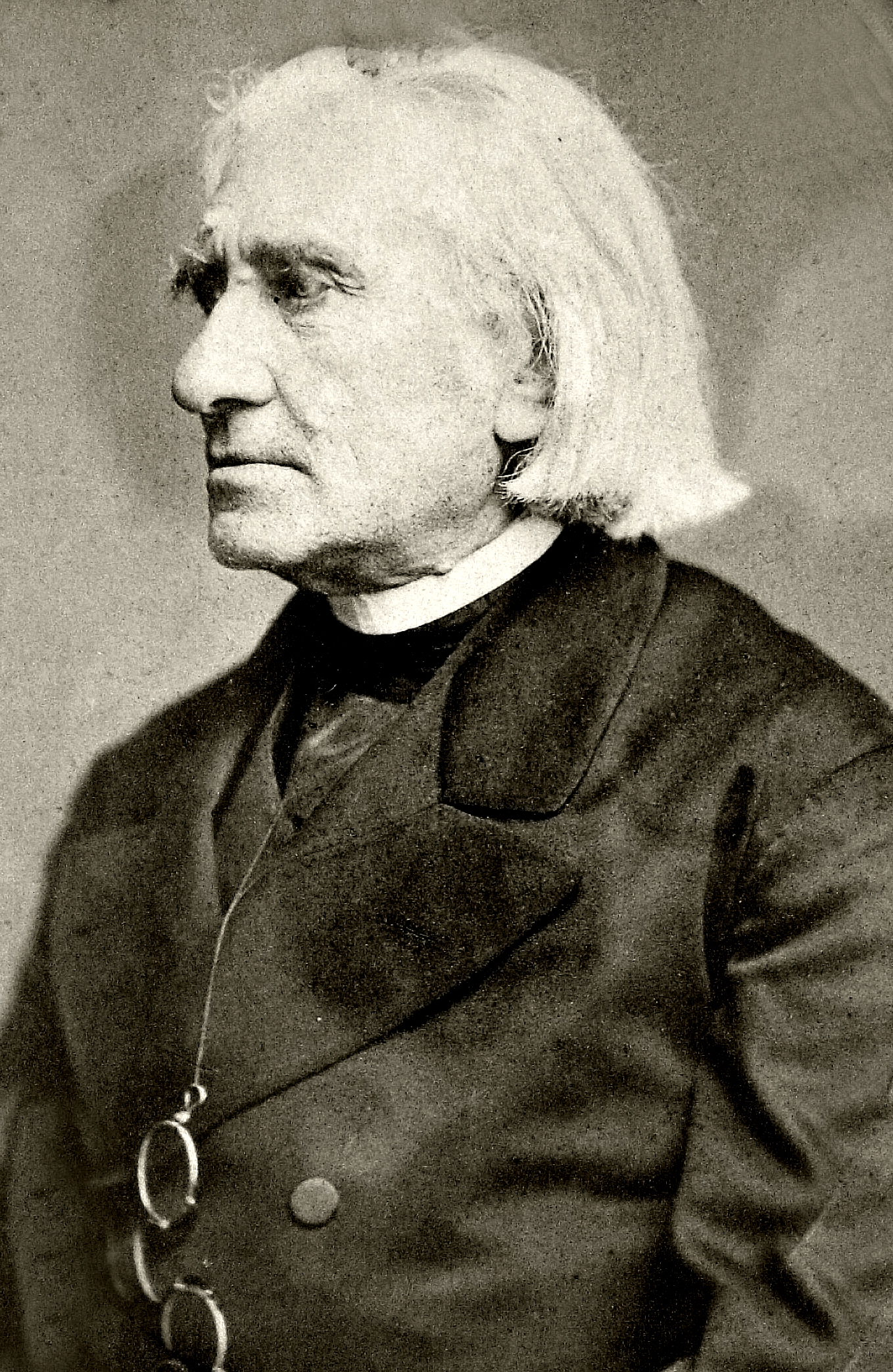
Wendelin Weißheimers Mentor Franz Liszt

Nach Beendigung der Mainzer Theatersaison zog es Wendelin Weißheimer wieder nach Weimar. Dort fand er in Franz Liszt einen musikalischen Gesinnungsgenossen, und es gelang ihm schließlich, von Liszt als Schüler in Kompositionslehre aufgenommen zu werden. In den mehrstündigen, drei- bis viermal wöchentlich stattfindenden Unterrichtsstunden avancierte Weißheimer bald zum Lieblingsschüler Liszts, und es entstand zwischen Lehrer und Schüler ein ideales Vertrauensverhältnis.
So lernte Weißheimer auf der Altenburg in Weimar, dem Domizil von Liszts Freundin, der Fürstin zu Sayn-Wittgenstein, die junge musikalische Welt kennen. Neben Peter Cornelius, der 1860 ebenfalls nach Weimar gekommen war, wurden Männer wie Felix Draeseke, Hans von Bronsart, Carl Tausig, Bedřich Smetana, Franz Bendel, Gruer und Hans von Bülow seine Bekannten und Freunde.
In diese Zeit fällt die erste Aufführung einer Komposition von Wendelin Weißheimer durch ein Orchester. Liszt hatte auf das Programm des von ihm geleiteten Hofkonzertes am 13. März 1860 den Weißheimer’schen Symphoniesatz zu Schillers „Ritter Toggenburg“ gesetzt. Um Weißheimer die Teilnahme an diesem nur Hof und Adel zugänglichen Konzert im Großherzoglichen Schloss zu ermöglichen, ließ Liszt ihn mit Frack und weißer Krawatte in der Mitte des Streichorchesters Platz nehmen, wo er, die Geige in der Hand, so tun musste, als spiele er mit. Am Schluss des günstig aufgenommenen Vortrages sprachen Großherzog und Großherzogin dem Komponisten ihre Anerkennung aus. Anlässlich seines Besuches bei Liszt am nächsten Tag sah Weißheimer zum ersten Mal dessen Tochter Cosima, die seit zwei Jahren mit dem Pianisten Hans von Bülow verheiratet war.
Den Höhepunkt von Weißheimers Aufenthalt in Weimar sollte das Jahr 1861 bringen. Die musikalischen Veranstaltungen auf der dortigen Tonkünstlerversammlung, zu der sich überraschend auch der nach elfjähriger Verbannung aus der Schweiz zurückgekehrte Richard Wagner eingefunden hatte, wurden durch Liszts Faust-Sinfonie unter Bülows Stabführung eingeleitet. Weißheimer erzielte beim Vortrag seines Grabs im Busento durch die Hofkapelle und den akademischen Chor der Jenaer Studenten einen vollen Erfolg.

### Freundschaft mit Richard Wagner

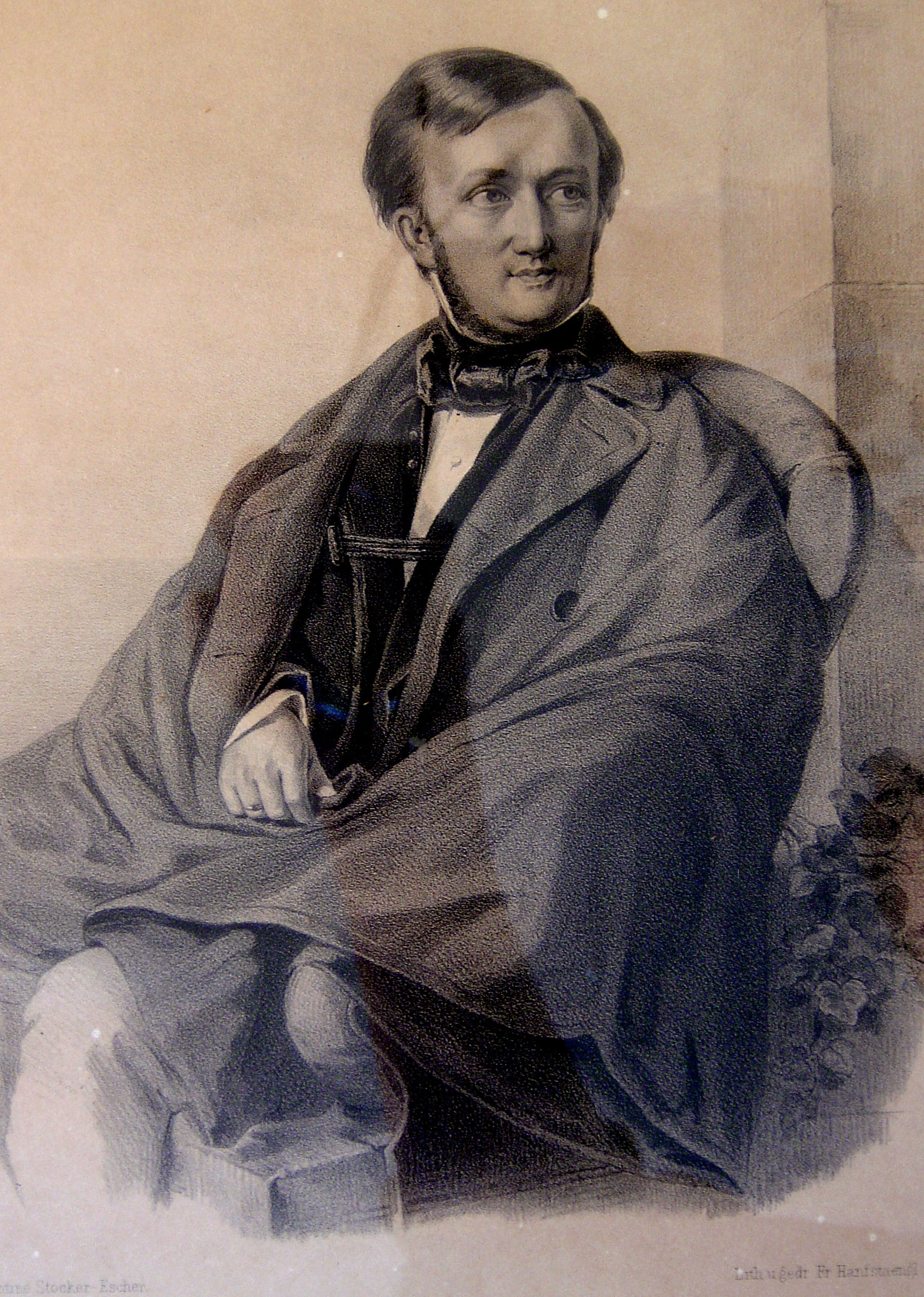
Richard Wagner

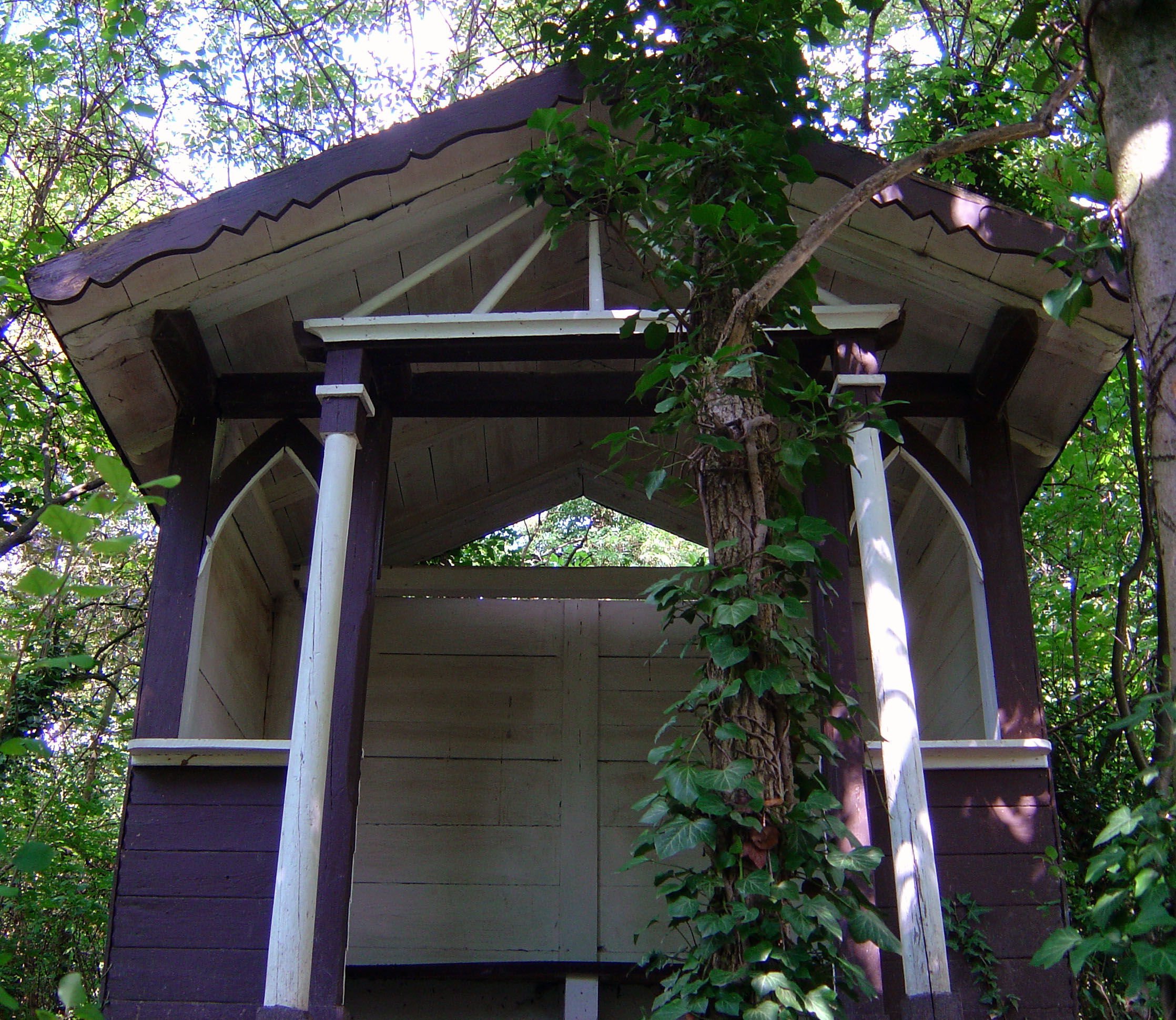
Richard-Wagner-Häuschen im Garten der Steinmühle

Im Herbst 1861 folgte Weißheimer einem zweiten Ruf als Musikdirektor an das Stadttheater in Mainz. Es begann die interessanteste Phase seines Lebens, die sich durch die Freundschaft mit Richard Wagner auszeichnete. Wagner kannte Weißheimer schon von dessen Besuch in Zürich und der Weimarer Tonkünstlerversammlung.
Nach der Weimarer Versammlung hatte sich Richard Wagner in Wien vergeblich um die Uraufführung seines Tristans bemüht und war Ende November auf dem Weg nach Paris, wo ihm Fürst Metternich eine stille Wohnung im Garten der österreichischen Botschaft zur Verfügung gestellt hatte. Am 1. Dezember kam er auf der Durchreise unerwartet nach Mainz, um mit dem Schott-Verlag wegen seines Bühnenfestspiels Die Meistersinger von Nürnberg zu verhandeln. Den Text hatte er gerade fertiggestellt; die dichterische Bearbeitung sollte in Paris erfolgen. Über den Verlauf der Mainzer Tage, den Besuch der von Weißheimer dirigierten Opernaufführungen und die gemeinsame Teilnahme an den Veranstaltungen von Frau Betty Schott, berichtet Wendelin Weißheimer ausführlich in seinem Buch Erlebnisse mit Richard Wagner, Franz Liszt und vielen anderen Zeitgenossen.
In knapp zwei Monaten hatte Wagner in Paris sein Meistersingergedicht vollendet, und am 31. Januar 1862 traf er damit in Mainz ein. Gleich am ersten Abend fand im Schott’schen Hause vor einem Kreis auserlesener Zuhörer die mit Spannung erwartete Vorlesung der Meistersingerdichtung statt, zu der Wagner auch Peter Cornelius hatte kommen lassen, der sich in Wien aufhielt. Über die unvergessliche Vorlesung schrieb Weißheimer, dass Wagner „die Zuhörer mit sich fortriss und sie zu stürmischen Kundgebungen veranlasste. Am Schluss der Wiedergabe war es den Anwesenden bewusst, dass sie an der Wiege eines mächtigen epochemachenden Kunstwerkes gestanden.“
Um alsbald die Bearbeitung der Komposition an einem von der Außenwelt ungestörten Platz vornehmen zu können, mietete Wagner eine kleine Wohnung im nahen Biebrich, unterhalb des herzoglichen Schlosses dicht am Rhein.
In der Folge waren Wendelin Weißheimer und Richard Wagner fast täglich beisammen. Weißheimer war für Wagner geradezu unentbehrlich geworden. Trotz des großen Altersunterschiedes – Wagner war damals 48, Weißheimer 23 Jahre alt – entwickelte sich zwischen beiden eine herzliche Freundschaft. Die dauernden Geldnöte Wagners, der in Geldangelegenheiten mehr als leichtsinnig war, veranlassten Weißheimer, seinen Vater um Unterstützung des Freundes anzugehen. Johann Weißheimer II. war großzügig und gewährte die Mittel für Wagner. Alsbald war am 1. Juni 1862 Richard Wagner Gast bei Wendelin Weißheimer und seiner Familie in der Steinmühle in Osthofen, wo er Wendelin Weißheimers Eltern, Geschwister und nicht zuletzt den Wein kennenlernte.
Im Gartenpavillon, dem Richard-Wagner-Häuschen am Seebachufer, verlebte man feuchtfröhliche Stunden, und Wagner erwies sich als glänzender Unterhalter. Im August kam Richard Wagner wieder in die Steinmühle, diesmal in Begleitung von Hans und Cosima von Bülow.

### Gönner Richard Wagners

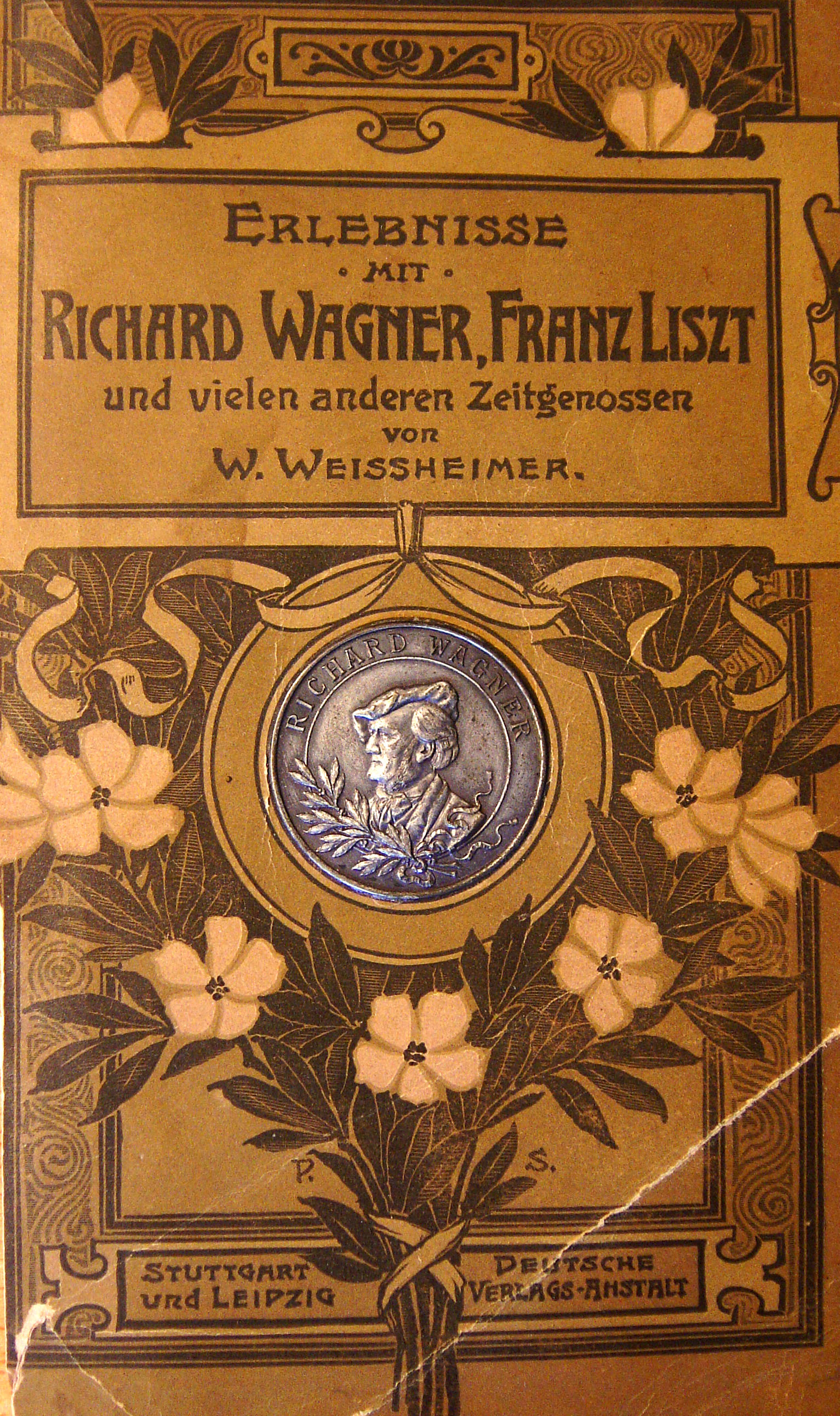
Weißheimers Erlebnisse

Wendelin Weißheimer wusste um Richard Wagners Geldprobleme, die selbstverschuldet waren. So wurden die Meistersinger auch nicht termingerecht fertig, weshalb Schott seine Zahlungen zurückhielt. Sämtliche finanzkräftige Bewunderer Wagners hatten ihm weitere materielle Hilfe verweigert. Um Wagners Finanznöte zu lindern, veranstaltete Wendelin Weißheimer am 1. November 1862 im Leipziger Gewandhaus ein Konzert. Trotz der persönlichen Mitwirkung des Hofkapellmeisters Richard Wagner, der nach seiner Exilierung erstmals wieder in Deutschland auftreten durfte, des Hofpianisten Hans von Bülow und anderer namhafter Künstler und Vereine mit Kompositionen von Wagner, Liszt und Weißheimer war der Besuch so gering, dass die Einnahmen nicht ausreichten, um auch nur die Kosten zu decken.
In seinen Erlebnissen schreibt Weißheimer darüber: „Statt Wagner die Taschen zu füllen, musste ich schleunigst meinen Vater zu Hilfe rufen.“ Auch diesmal, wie wiederholt früher und später, sprang Johann Weißheimer II. großzügig ein.
Wagner hielt es unter diesen Umständen nicht länger in Biebrich. Im November 1862 siedelte er nach Wien über, wo er sich erneut um die Uraufführung seines Tristan bemühte. Jedoch kam es auch diesmal nicht dazu. Schwierigkeiten über Schwierigkeiten türmten sich auf. Obwohl Wagner dann 1863 auf einer Konzertreise in Russland unerhörte Geldbeträge eingenommen hatte, war er bald wieder in Geldverlegenheit. Schließlich musste er von Wien flüchten, um nicht in den Schuldturm gesteckt zu werden.
Am 29. April 1864 erhielt Wendelin Weißheimer überraschend ein Telegramm aus Stuttgart, mit dem Wagner ihn um seinen sofortigen Besuch bat. Weißheimer kam, und Wagner berichtete ihm seinen totalen Zusammenbruch, nicht nur der Finanzen, sondern auch der Nerven. Um Schlimmeres zu verhüten, entschloss sich Weißheimer kurzerhand, bei Wagner zu bleiben. Da Wagner wegen seiner Verschuldung darauf drängte zu verschwinden, einigten sie sich auf einen abgelegenen Ort in der Rauhen Alb, wohin Weißheimer den völlig mittellosen Wagner begleiten sollte. Wendelin Weißheimer hatte die Absicht, dort möglichst rasch den Klavierauszug des ersten Meistersingeraktes zu beenden, um den Verleger Schott zu weiteren Zahlungen zu veranlassen. Schon war der Reisetag auf den 3. Mai festgelegt, und die Koffer waren gepackt. Da trat am 2. Mai ein Umschwung ein.
Im Hotel Marquard erschien der Sekretär König Ludwigs II. von Bayern, Staatsrat von Pfistermeister, mit dem Auftrag, den Aufenthalt Richard Wagners zu erforschen und mit ihm nach München zurückzukehren. Ludwig II. hatte als Kronprinz nach Anhören des Lohengrin ausgerufen: „Wenn ich einst den Purpur trage, will ich der Welt zeigen, wie hoch ich das Genie Wagners zu stellen wissen werde!“
König geworden, war er nun bestrebt, das sich selbst gegebene Versprechen zu halten. Als sein glühendster Bewunderer wollte er Wagner Gelegenheit geben, in München seinen Ring des Nibelungen zu vollenden. Statt in die Rauhe Alb ging die Reise Wagners am 3. Mai 1864 nach München. Nach dem Empfang durch den König fuhr Wagner zunächst nach Wien, um dort seine Schulden zu begleichen, ehe er, nun aller Sorgen entledigt, das ihm vom König zur Verfügung gestellte Landhaus am Starnberger See bezog.

### Ferdinand Lassalle

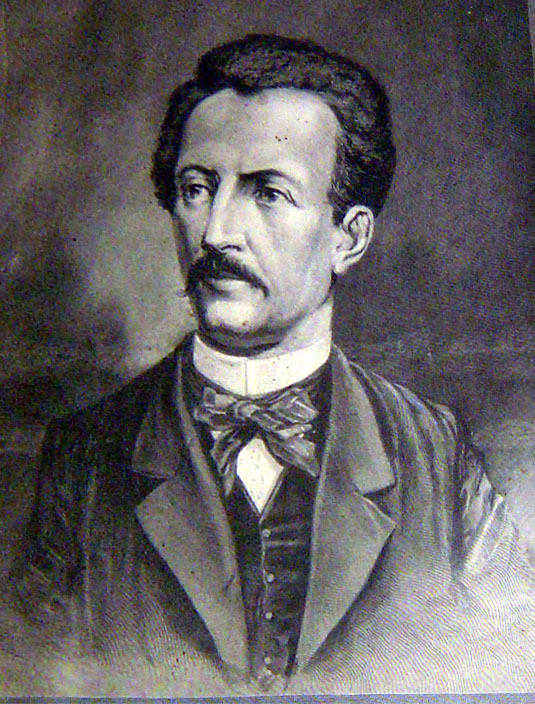
Ferdinand Lassalle

In diese Zeit fällt die Bekanntschaft Wendelin Weißheimers mit Ferdinand Lassalle. Wie Richard Wagner einer der größten Revolutionäre im Reiche der Tonkunst war, der viele bis dahin gültigen musikalischen Gesetze und Anschauungen zerbrach und neue aufstellte, war Ferdinand Lassalle auf politischem Gebiet eine einflussreiche Persönlichkeit seiner Zeit.
Nach dem Studium der Volkswirtschaft, Geschichte und Philosophie beschäftigte er sich vorwiegend mit sozialen Fragen und machte es sich zur Lebensaufgabe, die Arbeiterschaft zu einer „demokratischen Partei für soziale Fortschritte“ zusammenzufassen, die das Königtum als obersten Repräsentanten des Volkes achte.
Von den stark verlästerten Schriften Lassalles angezogen, fand Wendelin Weißheimer in den ersten Julitagen 1864 Gelegenheit, den sozialistischen Demokraten in Frankfurt persönlich kennenzulernen und seine Redevirtuosität zu bewundern. Als er danach erfuhr, dass Lassalle für die nächsten Tage mit der Gräfin Sophie von Hatzfeldt einen Ausflug in die Pfalz verabredet hatte, lud er beide nach Osthofen ein.
Der Empfang in der Steinmühle gestaltete sich anfänglich kühl, aber als Lassalle bei Johann Weißheimer auf dessen Studien über Franz von Sickingen zu sprechen kam – Lassalle hatte selbst ein von nationalem Ethos getragenes fünfaktiges Drama Franz von Sickingen geschrieben –, verbesserte sich die Situation. Die Sonne brach aber erst durch, als während einer Pause beim Mittagsmahl Wendelin Weißheimers Mutter ihren Tischnachbar treuherzig fragte: „Nun da wir gerade so gemütlich beisammen sind, so können Sie mir doch auch sagen, Herr Lassalle, was Sie eigentlich wollen?“ Lassalle stutzte zunächst, rettete dann aber die Lage, indem er blitzschnell Mutter Weißheimer einen schallenden Kuss gab. Der Riesling der Steinmühle tat sein Übriges, und Lassalle fesselte dann mit Beredsamkeit die fast vollzählige Familie Weißheimer stundenlang durch die Erläuterung seiner Pläne und Ziele. Beim Abschied hinterließ er nur Freunde und bestellte sich gleich ein ganzes Fass von dem „Gewächs“, welches er so intensiv verkostet hatte.
Mit Lassalle, der Gräfin von Hatzfeldt und weiteren Freunden verlebte Wendelin Weißheimer anschließend einige Tage der Erholung in der Pfalz. Die Einladung Lassalles, ihn in die Ostschweiz zu begleiten, musste er ablehnen, da ihn plötzlich eine Nachricht seiner bedenklich erkrankten Braut nach Leipzig rief. So reiste Lassalle Mitte Juli allein an den Vierwaldstättersee, während die Gräfin von Hatzfeldt nach Wildbad zur Kur ging.
Die Begegnung mit Helene von Dönniges, der ihm von Berlin bekannten Tochter des Historikers Wilhelm von Dönniges, und ihre tragische Fortsetzung, sollten im Verlaufe weniger Wochen zur Katastrophe führen. In einem von Lassalle leichtfertig heraufbeschworenen Duell wurde er bekanntlich das Opfer eines tödlichen Schusses. Für Wendelin Weißheimer bedeutete der Tod Lassalles einen schweren Schlag, den er lange nicht überwinden konnte, zumal er von der Überzeugung durchdrungen war, dass Lassalles Tod hätte abgewendet werden können, wenn er in seiner Begleitung geblieben wäre. Zeit seines Lebens blieb Wendelin der sozialdemokratischen Partei treu, obwohl ihm dieses Bekenntnis manche Nachteile für seine berufliche Laufbahn einbrachte.

### Weißheimer als Kapellmeister und Komponist

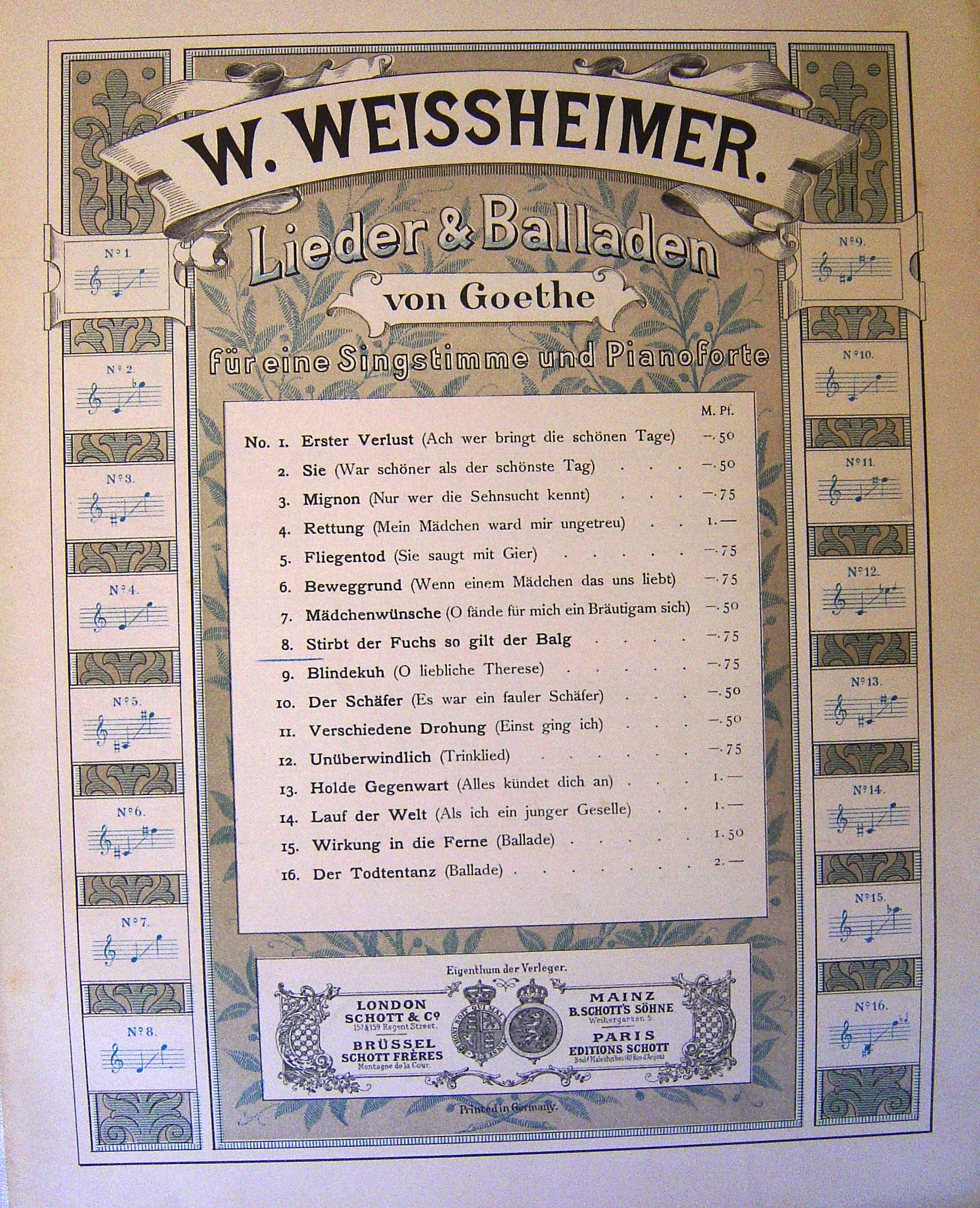
Lieder und Balladen von Goethe

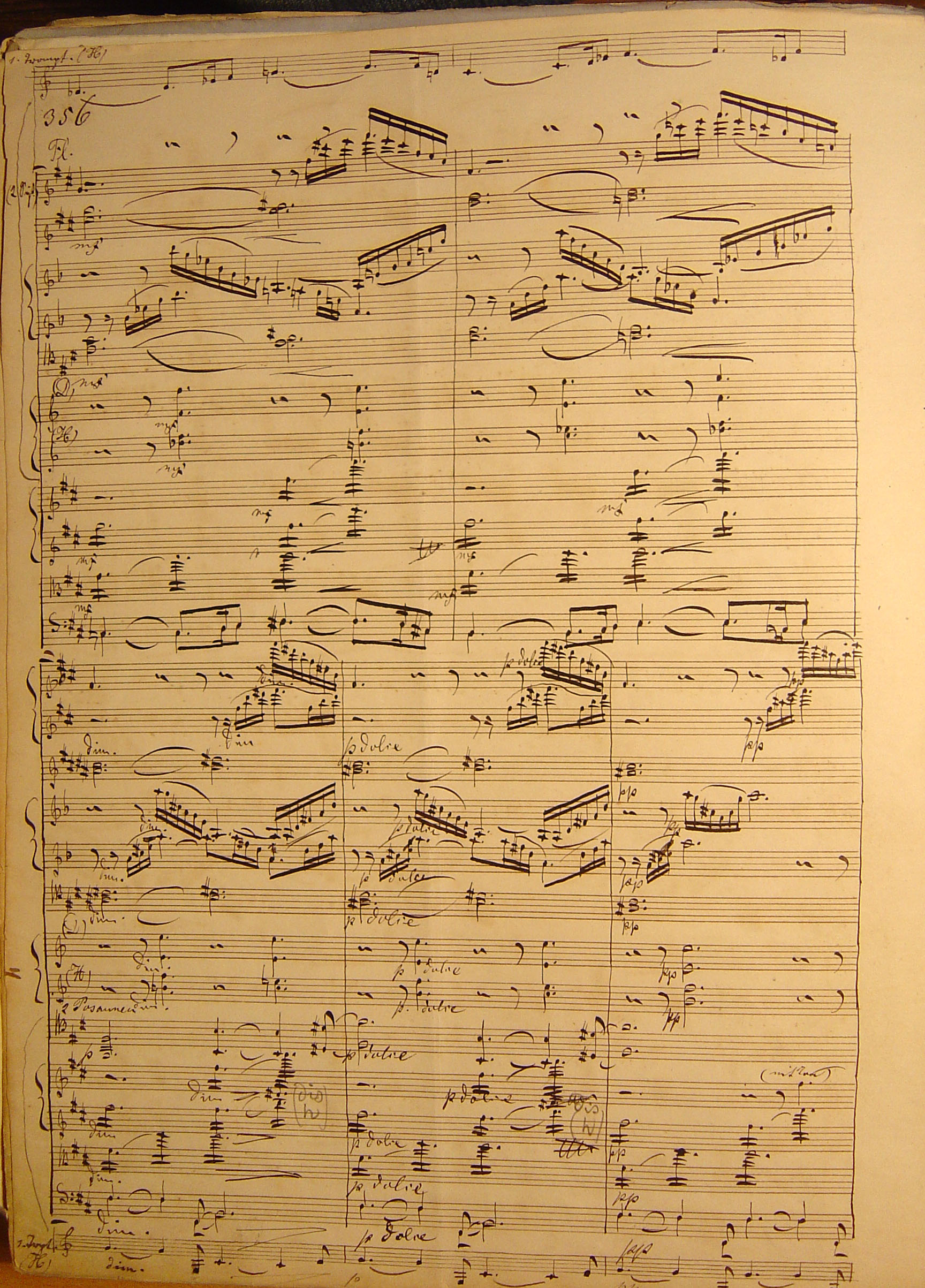
Originalnoten aus Weißheimers Theodor Körner

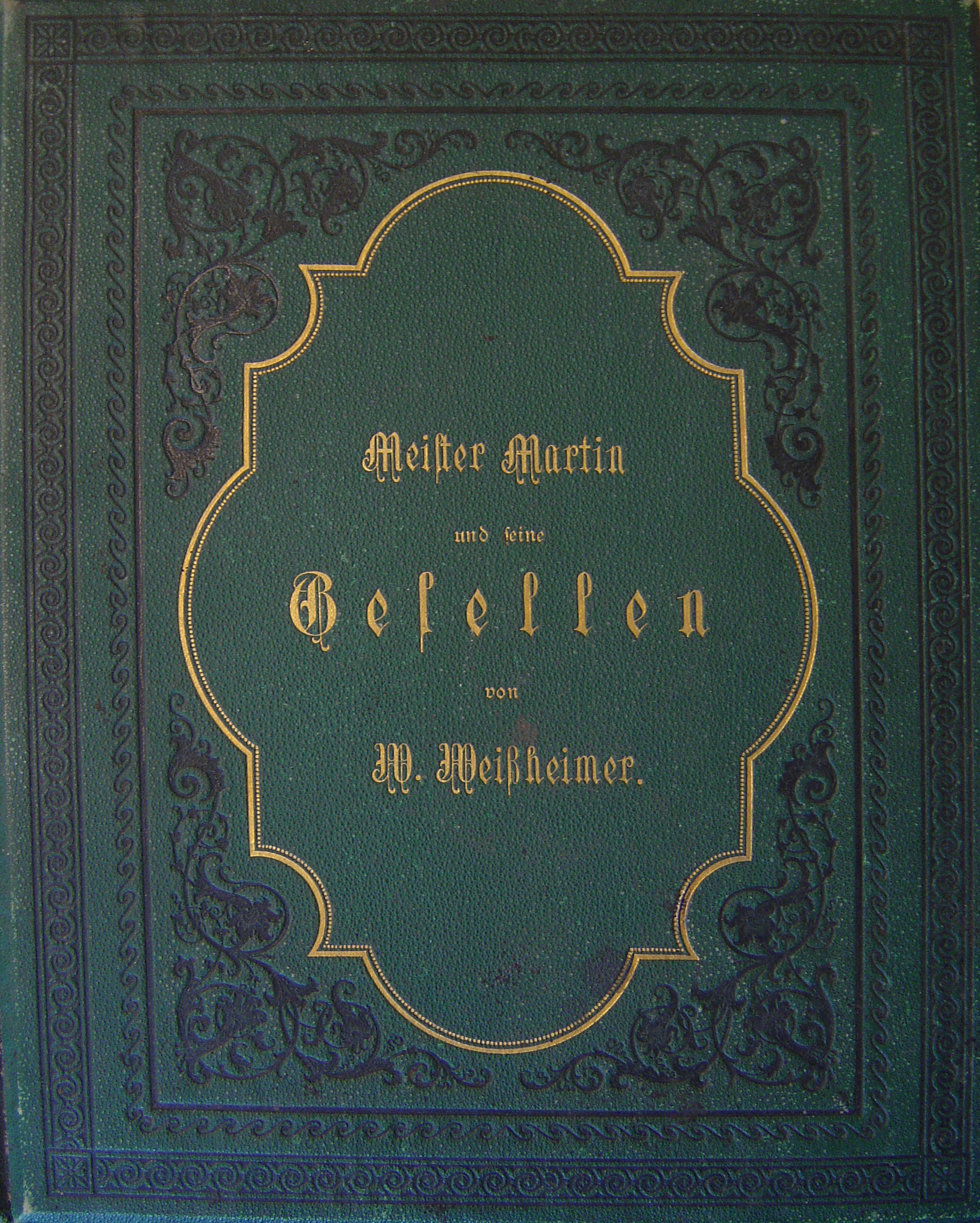
Opernpartitur von Weißheimers Meister Martin

Inzwischen war Wendelin Weißheimer Kapellmeister in Augsburg geworden. Trotz seiner starken dienstlichen Inanspruchnahme und seinen zahlreichen sonstigen Abhaltungen konnte er sich noch als Komponist betätigen. Nach der Vertonung von Liedern und Balladen der deutschen Minnesänger, Goethes und anderer Dichter beschäftigte er sich mit seiner ersten Oper Theodor Körner. Franz Liszt sprach sich sehr anerkennend über dieses Werk aus, und auch Wagner lobte es. Lassalle, dem besonders das Textbuch gefiel, war nachher ebenso von der Musik begeistert. Er erbot sich sogar, Wendelin Weißheimer ein Textbuch über Florian Geyer, Thomas Münzer oder den Böhmen Jan Žižka zu schreiben. Durch seinen Tod kam er jedoch nicht mehr dazu. Richard Wagner hatte für Wendelin Weißheimer den Textentwurf zu einer Oper Wieland der Schmied geschrieben, vor der Vertonung hatte er ihn aber zurückerbeten.
Für die Annahme und Uraufführung des Theodor Körner an der Berliner Hofoper setzte sich Liszt bei dem damaligen Intendanten Graf von Redern wärmstens ein. Graf Redern empfahl indessen, die Uraufführung auf einer anderen Bühne zu betreiben, weil nach dem Textbuch Prinz Louis Ferdinand eine Rolle spiele, die das preußische Königshaus zu stark berühre. Für die andernorts unterzubringende Uraufführung kam es nun darauf an, die Unterstützung Richard Wagners zu erhalten, für den der treue Wendelin jahrelang gekämpft und gesorgt hatte. Aber Wagner war nur noch auf sein eigenes Schaffen eingestellt; für fremde Werke hatte er keinen Sinn mehr. Die Verhandlungen Weißheimers mit München zogen sich daher sehr in die Länge.
Während seiner Kapellmeisterzeit in Augsburg schloss Wendelin Weißheimer am 10. Januar 1865 die Ehe mit Rosalie Scholle aus Leipzig. Mit ihr verband ihn eine 45-jährige Ehe, die kinderlos blieb. Rosalie Weißheimer überlebte ihren Gatten. Sie starb im Alter von 79 Jahren am 25. September 1920 in Darmstadt.
Von Augsburg führte Wendelin Weißheimers Weg zur Krolloper in Berlin, dann zum Theater in Düsseldorf. Anschließend war er von 1866 bis 1868 in Würzburg. Von hier aus bemühte er sich wieder stärker um die Uraufführung seiner vaterländischen Oper Theodor Körner. Er suchte deswegen Richard Wagner in München auf. Wagner lebte damals zusammen mit dem Ehepaar von Bülow in dem ihm vom König geschenkten Haus in der Arcisstraße, wo Cosima den Haushalt führte und Wagners Schriftverkehr erledigte.
In Künstlerkreisen hatte man bereits erkannt, dass Wagner einen nach dem anderen seiner alten Garde im Stiche ließ. So erfuhr der früher gleichfalls zu seinen Freunden zählende Peter Cornelius bei der Aufführung seines Cid nur Erschwernisse von Wagner. Weißheimer sollte es nicht besser ergehen. Im Juni 1868 kam es dann zum Bruch zwischen ihm und Wagner. Anlass dazu gab Cosima. Ohne überhaupt auf die Musik einzugehen, schrieb sie am 6. Juli an Weißheimer, dass der Text seines Theodor Körner das Werk für Hofbühnen unmöglich mache. Seiner aufrührerischen Tendenz wegen könne es gerade in friedlicher Zeit Unannehmlichkeiten von außen heraufbeschwören.
Bei der Uraufführung der Meistersinger in München am 21. Juni 1868 hatte Wendelin Weißheimer seine letzte Begegnung mit Richard Wagner.
Von Würzburg kam Wendelin Weißheimer erneut als Kapellmeister nach Mainz. Während der sich anschließenden Tätigkeit in Zürich verbanden ihn und seine Frau freundschaftliche Beziehungen mit der Familie Wesendonck. Von 1873 bis 1878 wirkte Weißheimer dann in Straßburg. Hier entstand auch seine Oper Meister Martin und seine Gesellen, die am 14. April 1879 in Karlsruhe uraufgeführt wurde.
Mittlerweile war Weißheimer nach Baden-Baden übergesiedelt, wo er die Leitung der größeren Kurhauskonzerte übernommen hatte. Gemeinsam mit Otto Dessoff leitete er hier im Mai 1880 die Konzerte der Tonkünstlerversammlung, die mit der Aufführung von Meister Martin und seine Gesellen eröffnet wurde. In großen Mittelloge hörte Weißheimer die Aufführung gemeinsam mit Franz Liszt und dem französischen Komponisten Camille Saint-Saëns an, die beide Weißheimer unumwundene Anerkennung über sein Werk aussprachen. In der Folgezeit dirigierte er während einer Reihe von Jahren in unveränderter Verehrung des Genies und trotz persönlicher Enttäuschung vorwiegend Werke Richard Wagners an der berühmten Mailänder Scala. Seinen Wohnsitz hatte er am Comer See.

### Lebensabend

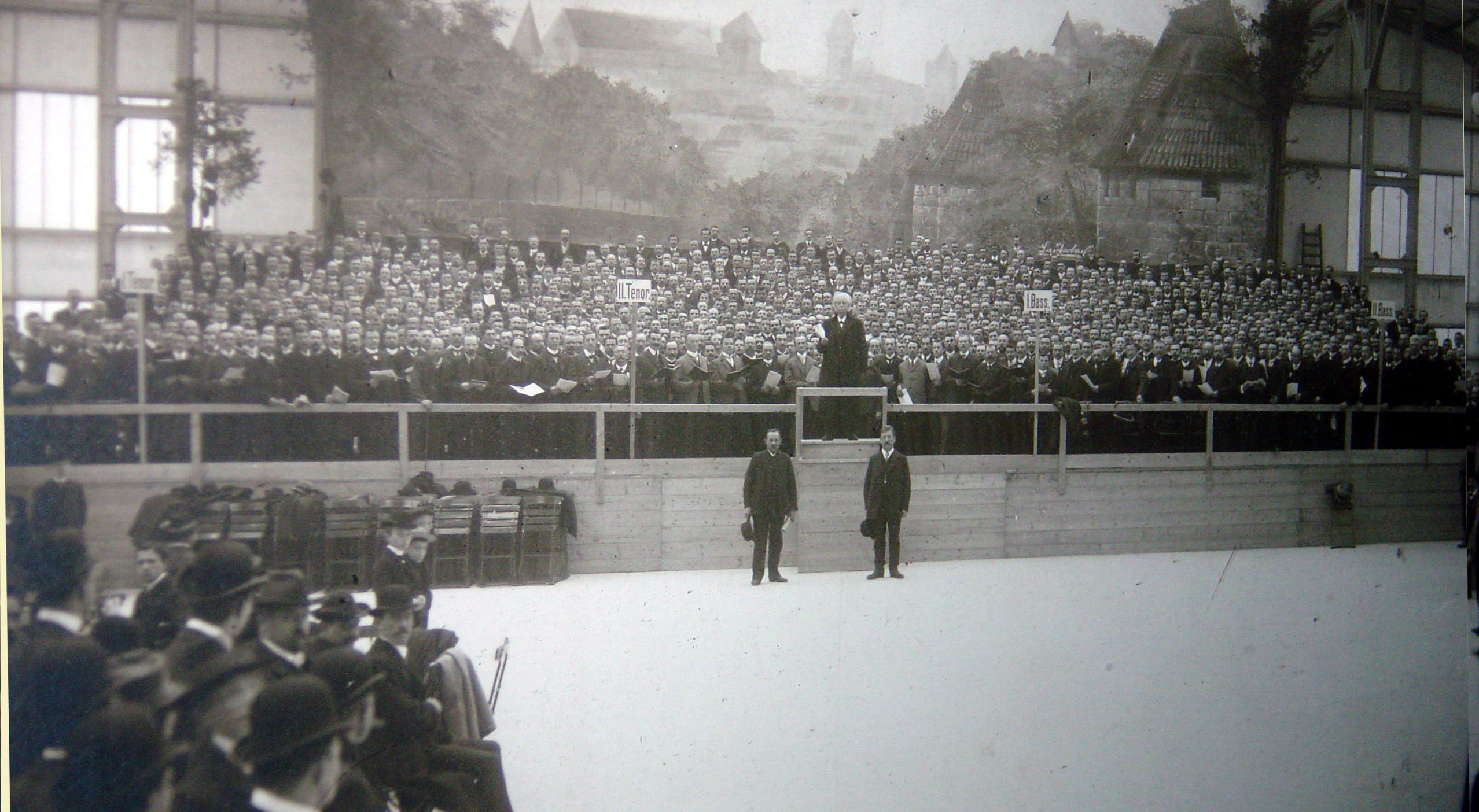
Wendelin Weißheimer als Dirigent eines Massenchores in der Nürnberger Luitpoldhalle

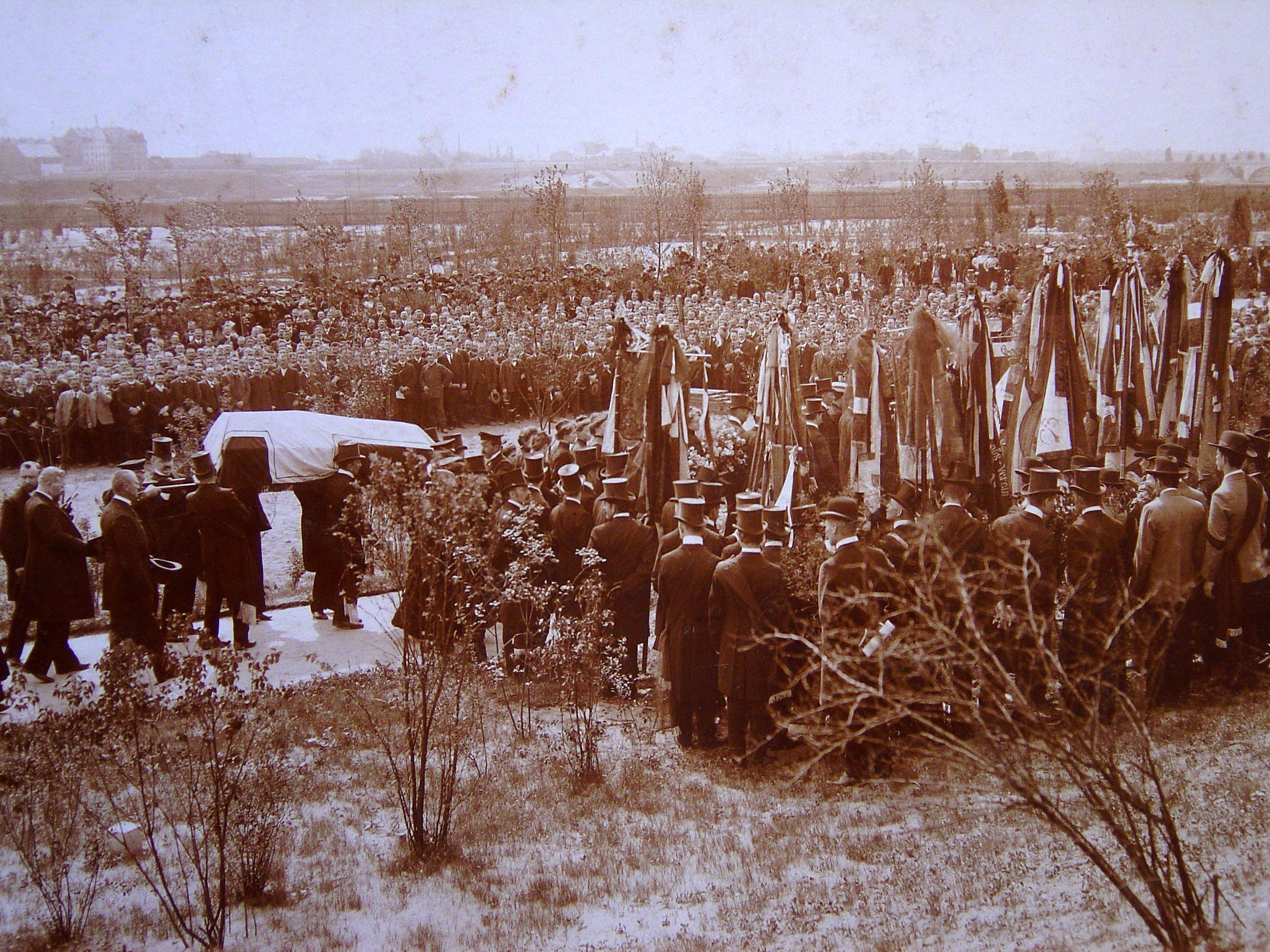
Wendelin Weißheimers Beerdigung auf dem Nürnberger Westfriedhof

Etwa um 1893 zog sich Weißheimer nach Freiburg im Breisgau zurück, um sich verstärkt seiner schriftstellerischen Tätigkeit zu widmen. Sein 1898 erschienenes Buch Erlebnisse mit Richard Wagner, Franz Liszt und vielen anderen Zeitgenossen erlebte noch im selben Jahr drei Auflagen. Diese Erinnerungen Weißheimers riefen unter den Anhängern und Gegnern Wagners ein geteiltes Echo hervor. Der "Hofbiograph Bayreuths", Carl Friedrich Glasenapp, der bereits  zu Lebzeiten Wagners unter dessen Anleitung eine zweibändige Biographie Wagners  vorgelegt hatte, nahm das Erscheinen des von ihm in seiner Einleitung als eine "seltsame Schrift" bezeichneten Buches zum Anlass, sich in seiner zwischenzeitlich zu sechs Bänden angewachsenen Biographie mit den Erlebnissen Weißheimers in sehr kritischer Weise auseinanderzusetzen. Mit der Begründung, das Werk enthalte dennoch "manch wertvolle anekdotische Einzelheit", machte er gleichwohl davon Gebrauch, aus dem Werk Weißheimers in sehr umfänglicher Weise zu zitieren. Weißheimer, der betonte, er habe sich bei der Schilderung der "Erlebnisse" – besonders bei der "Hauptperson" Wagners – sehr "skrupulös und wahrheitsgetreu" an das Erlebte gehalten, sah sich hierdurch von Glasenapp mittels "Entstellungen, Verdrehungen und Beschimpfungen" angegangen. Darüber hinaus vertrat er die Ansicht, Glasenapp habe ihn durch die außerordentlich umfangreichen Zitate in seinem Urheberrecht verletzt. Da ihm sein Verlag von einer Klage abriet, antwortete er mit einer im Selbstverlag gedruckten Schrift unter dem Titel: "Press-Manipulationen des Wagner-Syndikats gegen Weißheimer's "Erlebnisse mit Richard Wagner". Als Material-Beitrag zu den Verhandlungen des Deutschen Reichstags über das Urheberrecht (Januar 1901)".
Um 1900 siedelte Weißheimer nach Nürnberg über. Von Freiburg und Nürnberg führte ihn der Weg wieder öfter in die alte Heimat in die Steinmühle nach Osthofen. In der damaligen Kasinogesellschaft verlebte er frohe Stunden mit alten Freunden, die er bereitwilligst durch Improvisationen, vorwiegend aus Werken von Wagner und Liszt, und mit eigenen Kompositionen erfreute. In seinen letzten Lebensjahren leitete Wendelin Weißheimer auch die Massenchöre auf den sozialdemokratischen Parteitagen.
Sein Ziel war, die ungeheuren Massen der Arbeiterbewegung auch künstlerisch zusammenzufassen zur Erhöhung der Daseinsfreude durch das große Erlebnis in Kunst und Kultur.
Als Wendelin Weißheimer am 16. Juni 1910 in Nürnberg starb, erregte sein Tod großes Aufsehen. 30 000 gewerkschaftlich organisierte Sozialdemokraten erwiesen ihm die letzte Ehre. Alle führenden Zeitungen gedachten seiner in Nachrufen.

## Wendelin Weißheimers Werke
Wendelin Weißheimer hinterließ 106 Werke, darunter mehrere Lieder- und Chorzyklen.
Auch wenn er versucht haben mag, kompositorisch seinen eigenen Weg zu gehen, konnte er nicht aus dem Schatten seines großen Lehrers Franz Liszt und des von ihm zutiefst bewunderten Richard Wagner heraustreten.

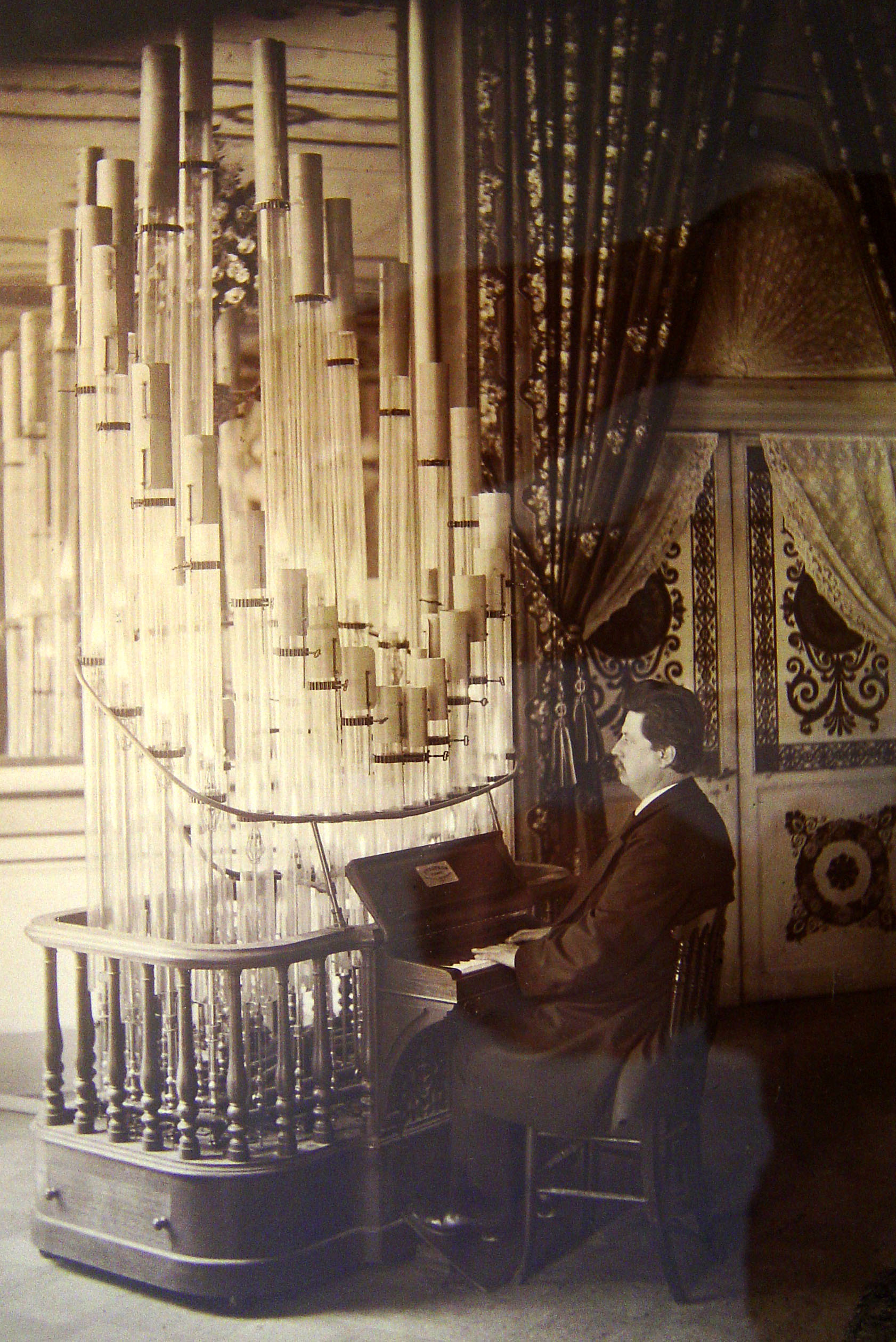
Wendelin Weißheimer an der Flammenorgel

Seine Opern, seine Kantaten, auch seine Instrumentalmusik unterstreichen dies. Auch wenn er der „absoluten“ Musik mit einem einzigen Streichquartett und der hervorragend gelungenen „obligaten Violinstimme“ zu Bachs Wohltemperiertem Klavier Tribut zollt, bekundet er in seinem übrigen Schaffen eine eindeutige Neigung zur Programmmusik. Weißheimers Klavierstücke Reminiszene di Gioventu und Am Grabe Beethovens entsprechen ebenso wie seine Sinfonie zu Schillers „Ritter Toggenburg“ dem Geist der Neudeutschen Schule.
Weißheimers literarischer Geschmack zeigt sich in den von ihm vertonten Texte. Gedichte deutscher Minnesänger, Johann Wolfgang von Goethes, Friedrich Schillers, Theodor Körners, Heinrich Heines und anderer fanden in Liedern und Kantaten ihre musikalische Deutung. Weißheimer war stets bemüht, seine Einzelkompositionen in größeren Zyklen zusammenzufassen. So entstanden die 24 Lieder im Zyklus Deutsche Minnesänger, die 18 Goethevertonungen, desgleichen Lieder von Heine und Körner. Für Männerchor erschienen die Acht Lieder, daneben ungedruckte Chorzyklen.
Nach seinem Bruch mit Wagner wandte sich Weißheimer verstärkt der Arbeiterbewegung zu und übte mit seinen Kompositionen für Männerchor besonderen Einfluss auf die kulturellen Bestrebungen der sozialdemokratischen Partei aus.

### Gedruckte sowie häufiger aufgeführte Werke

#### Opern
1863/1864 Leyer und Schwert, Alternativtitel Theodor Körner (Text: Louise Otto-Peters); vaterländische Oper in vier Akten; Uraufführung 1872 im Hof- und Nationaltheater München.
1878 Meister Martin und seine Gesellen (nach der Erzählung von E. T. A. Hoffmann); Uraufführung 1879 im Großherzoglichen Hoftheater Karlsruhe.

#### Symphonien
1860–1862 Ritter Toggenburg (Text: Gedicht von Schiller); Symphonie für großes Orchester; Uraufführung 1862 im Leipziger Gewandhaus.
1870 An Mozart; Symphonie für kleines Orchester; Uraufführung in Zürich, 1871.

#### Lieder und Balladen
1856 Das Grab im Busento (Text: August von Platen-Hallermünde); Ballade für Bass-Solo, Männerchor und Orchester; Uraufführung 1857 in Leipzig.
1858/1859 König Sigfrid (Text: Ludwig Uhland); Ballade für Bariton oder Bass und Klavierbegleitung; Opus 1, Franz Liszt gewidmet.
1864–1866 Die große Firma (Text: Gedicht von Franz von Gaudy); Nachruf an Ferdinand Lassalle.
1864–1866 Fünf Geistliche Sonnette (Texte: Gedichte von Theodor Körner)
- Jesus und die Samariterin
- Jesus und die Sünderin
- Das Abendmahl
- Christi Erscheinung in Emaus
- Christi Himmelfahrt

1868/1869 Deutsche Minnesänger; Liederzyklus
Erstes Heft. Dietmar von Aist
- Nr. 1 Der Falke (Sopran)
- Nr. 2 Die Trennung (Sopran)
- Nr. 3 Im Frühling (Sopran)

Zweites Heft. Der von Kürenberg
- Nr. 1 Der Falke (Sopran)
- Nr. 2 Der Abendstern (Mezzosopran oder Bariton)
- Nr. 3 Liebesleid (Mezzosopran)
- Nr. 4 Des Geliebten Abschied (Mezzosopran und Bariton)
- Nr. 5 Nur der Eine (Mezzosopran)
- Nr. 6 Trennung (Mezzosopran und Bariton)

Drittes Heft. Spervogel
- Nr. 1 Tugend das schönste Kleid (Mezzosopran oder Bariton)
- Nr. 2 Lebensregel (Alt oder Bass)
- Nr. 3 Der Thor (Alt oder Bass)
- Nr. 4 Die böse Zeit (Mezzosopran oder Bariton)
- Nr. 5 Der gute Wirt (Bass)

Heinrich von Veldeke
- Nr. 6 Minnelied (Tenor)
- Nr. 7 Minnelied (Bariton)
- Nr. 8 Macht der Liebe (Tenor)
- Nr. 9 Graues Haar (Bariton oder Bass)

Wernher von Tegernsee
- Nr. 10 Liebesreim (Sopran oder Tenor)

Volkslieder aus dem 12. Jahrhundert
- Nr. 11 Komm, o komm, Geselle mein
- Nr. 12 Ich hab’ im Herzen sehlich Leid (Sopran)

Viertes Heft. Christian von Hamle
- Nr. 1 Der Anger (Bariton oder Mezzosopran)
- Nr. 2 Vier Augen und zwei Herzen (Bariton oder Mezzosopran)
- Nr. 3 Wächterlied (Sopran und Bariton im Wechsel)
- Nr. 4 Treue (Tenor)
- Nr. 5 Frauenlob (Tenor)

Herzog Johann I. von Brabant
- Herba lori fa (Sopran oder Tenor)

1869 Lieder für eine Singstimme und Pianoforte
- Wenn immer es so bliebe (Text: nach einem Gedicht von Friedrich von Bodenstedt)
- Fragst Du mit den Äugelein? (Text: nach einem Gedicht von Peter Cornelius)
- Stürmische Liebe (Text: nach einem Gedicht von Paul Fleming)

1892–1896 Lieder und Balladen für eine Singstimme und Klavierbegleitung (nach Gedichten von Johann Wolfgang von Goethe).
- Nr. 1 Erster Verlust
- Nr. 2 Sie!
- Nr. 3 Mignon
- Nr. 4 Rettung
- Nr. 5 Fliegentod
- Nr. 6 Beweggrud
- Nr. 7 Mädchenwünsche
- Nr. 8 Stirb der Fuchs, so gilt der Balg
- Nr. 9 Blindekuh
- Nr. 10 Der Schäfer
- Nr. 11 Verschiedene Drohung
- Nr. 12 Unüberwindlich
- Nr. 13 Holde Gegenwart
- Nr. 14 Lauf der Welt
- Nr. 15 Wirkung in der Ferne(Ballade)
- Nr. 16 Der Todtentanz(Ballade)
- Nr. 17 Der Sänger
- Nr. 18 Der Rattenfänger

1880 Die Löwenbraut (nach einem Gedicht von Adelbert von Chamisso); Konzertballade für eine Singstimme und Orchester (oder Klavier).
1876 Deutsche Kaiserhymne; (Text: nach einem Gedicht von F. W. Plath)
Chor für 4 Männerstimmen

#### Sonstiges
1887–1891 Eine obligate Violinenstimme zu sämmtlichen Praeludien in Johann Sebastian Bachs Wohltemperiertem Klavier

#### Chöre
1895–1898 Epiphanias (Gedicht von Johann Wolfgang von Goethe) für Männerchor, Tenor-, Bariton- und Bass-Solo.
1870–1899 Acht Lieder für Männerchor
- Die Königin von England (Volkslied aus dem 12. Jahrhundert)
- Hans Gerstenkorn (Gedicht von Robert Burns)
- Deutsche Philisterei (Gedicht von Heinrich Hoffmann von Fallersleben)
- Schneider-Kourage (Gedicht von Johann Wolfgang von Goethe)
- Das goldne Kalb (Gedicht von Heinrich Heine)
- Wartet nur (Gedicht von Heinrich Heine)
- Erleuchtung (Gedicht von Heinrich Heine)
- Verheißung (Gedicht von Heinrich Heine)
- Tendenzlied (Gedicht von Heinrich Heine)
- Bet’ und arbeit’ (Bundeslied von Georg Herwegh), „Zur Fünfundzwanzigjährigen Vereinigung der Sozialdemokratie Deutschlands dem Sozialdemokratischen Parteitag zu Mainz 1900 gewidmet“.

1900–1902 Würger Kronzoll (Gedicht von Robert Seidel) für vierstimmigen Männerchor.
1905 Dem freien Volk das freie Lied (Bundesparole von Wendelin Weißheimer).
1906 Drei Lieder für Männerchor
- Empor zum Licht (Gedicht von Emanuel Wurm)
- Tief in der Erde Schoß (Gedicht von Robert Seidel)
- Trotz alledem („Ein Gruß Freiligraths an die Reaktion“)
- Deutsches Volk und deutsche Freiheit (Gedicht von Robert Seidel); Komposition anlässlich des sozialdemokratischen Parteitags in Mannheim 1906.

~1906–1909 Drei zweistimmige Chorlieder
- Ägyptisches Volkslied vor 2 500 Jahren
- Fünf Gebote Mosis
- Trinklied

~1909/1910  Zwei dreistimmige Chorlieder
- Aus der Christenlehre: Die ersten Christen und Jesus’ Geschwister (nach einem Gedicht von Max Maurenbrecher)
- Aus der Naturlehre: Mohren, Affen, Junker und Gendarmen (Gedicht von Ludwig Pfau)

### Ungedruckte Werke

#### Opern
- Der vierjährige Posten, (nach einem Operntext von Theodor Körner), vollendet 1867.
- Ingeborg von Dänemark, große Oper in vier Akten von Wendelin Weißheimer, vollendet 1884.
- Das wundertätige Cruzifix, Oper in drei Akten (nach einer Legende von C.F.D.Schubart), unvollendet.

#### Kantaten
- O lieb’, solang du lieben kannst (Gedicht von Ferdinand Freiligrath), Kantate für Soli, Chor und Orchester, spätere Bearbeitung für Frauenchor.
- Trocknet nicht, Thränen der ewigen Liebe (Gedicht von Johann Wolfgang von Goethe) für Chor und Orchester; Uraufführung im Leipziger Gewandhaus 1862.
- Religioso (Gedicht von Emanuel Geibel), Kantate für Solotenor, Männerchor und großes Orchester.
- Frühlingslied (aus Mirza Schaffy von Friedrich von Bodenstedt) für gemischten Chor mit Sopran- und Tenorsolo und Pianoforte oder Orchester.
- Die Grillen und der Poet oder Schlimmer Besuch (Gedicht von Emanuel Geibel) für Frauenchor, Baritonsolo und Pianoforte.
- Der Tanz (Gedicht von Paul Fleming) für gemischten Chor und Pianoforte.
- Ich möchte weinen (Gedicht von Heinrich Heine) für Tenor und Orchester, vollendet 1859.
- An Fanny (Ode von Friedrich Gottlieb Klopstock) für Tenor und Orchester.

#### Chöre
Chorlieder für Frauen- und Männerstimmen
Heft I
- Geistliches Lied (Gedicht von Paul Fleming)
- Auf das Sterben eines neugebornen Töchterleins (Gedicht von Paul Fleming)
- Hochzeitslied (Gedicht von Johann Georg Jacobi)
- An die Natur (Gedicht von Friedrich Leopold Stolberg)
- Glaube, Hoffnung und Liebe

Heft II Lieder und Gedichte von Johann Wolfgang von Goethe
- Wer nie sein Brot in Thränen aß
- Zum neuen Jahr
- Wonne der Wehmut
- Frühlinsorakel
- Schneider-Courage

Zehn drei und vierstimmige Gesänge für Männerchor
- Hymnus (Gedicht von Spervogel)
- Volkslied aus dem 12. Jahrhundert
- Jägerlied (Gedicht von Ernst Schulze)
- Nachtlied (Gedicht von Johann Wolfgang von Goethe)
- Rheinlied (Gedicht von Emanuel Geibel)